# Dullatur
Dullatur (Gälisch: Dubh Leitir) ist eine Gemeinde (Community Council Area) in der schottischen Council Area North Lanarkshire. Sie liegt südlich des Forth-und-Clyde-Kanals etwa drei Kilometer nördlich von Cumbernauld. Falkirk ist 15 km nordöstlich, Glasgow 18 km südwestlich gelegen. Im Jahre 2011 verzeichnete Dullatur 697 Einwohner.

## Geschichte

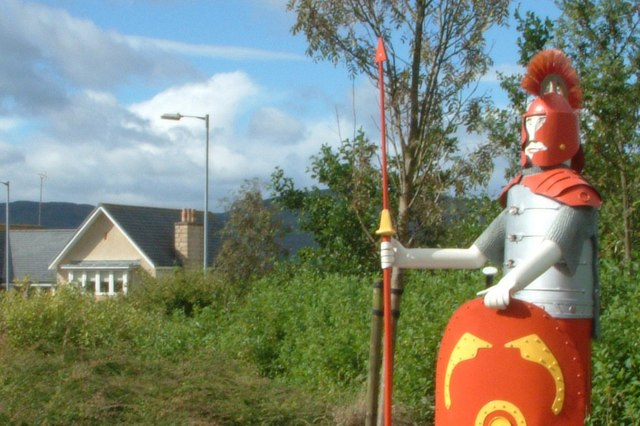
Statue eines römischen Soldaten am Ortsrand von Dullatur

Zu Zeiten der römischen Besatzung Britanniens führte eine Straße entlang des nördlich gelegenen Antoninuswalls am heutigen Dullatur vorbei. Auf dem Ortsgebiet befanden sich auch zwei römische Streckenlager. Im Zuge einer archäologischen Untersuchung des Gebietes konnten jedoch keine nennenswerten Funde aus römischer Zeit gemacht werden. Es wurde jedoch ein großes Stück einer grünen Beschichtung gefunden, das aus einem Clanlager im 14. Jahrhundert stammen könnte, als sich die Kämpfer vor der Schlacht von Bannockburn in der Gegend versammelten.
Die Ortschaft entwickelte sich mit der Ankunft der Eisenbahn im Jahre 1842. Dullatur erhielt einen eigenen Bahnhof an der Edinburgh and Glasgow Railway, was einen Anreiz zur Ansiedlung reicher Kaufleute bot. Aus diesem Grund prägen auch heute noch zahlreiche Villen aus dieser Zeit das Ortsbild. Darunter sind auch mit Dunluce und Woodend zwei Bauten des bekannten Architekten Alexander Thomson, die in der höchsten schottischen Denkmalkategorie A gelistet sind. Die Eisenbahnstrecke wird heute noch als Glasgow to Edinburgh via Falkirk Line genutzt. Der Bahnhof von Dullatur wurde hingegen zwischenzeitlich ersatzlos geschlossen.
Im Rahmen der historischen Gliederung Schottlands in Civil Parishes zählt Dullatur zu Cumbernauld, das zu Dunbartonshire gehörte. Seit deren Auflösung bildet es eine eigenständige Gemeinde.